# Zamek w Świerklańcu

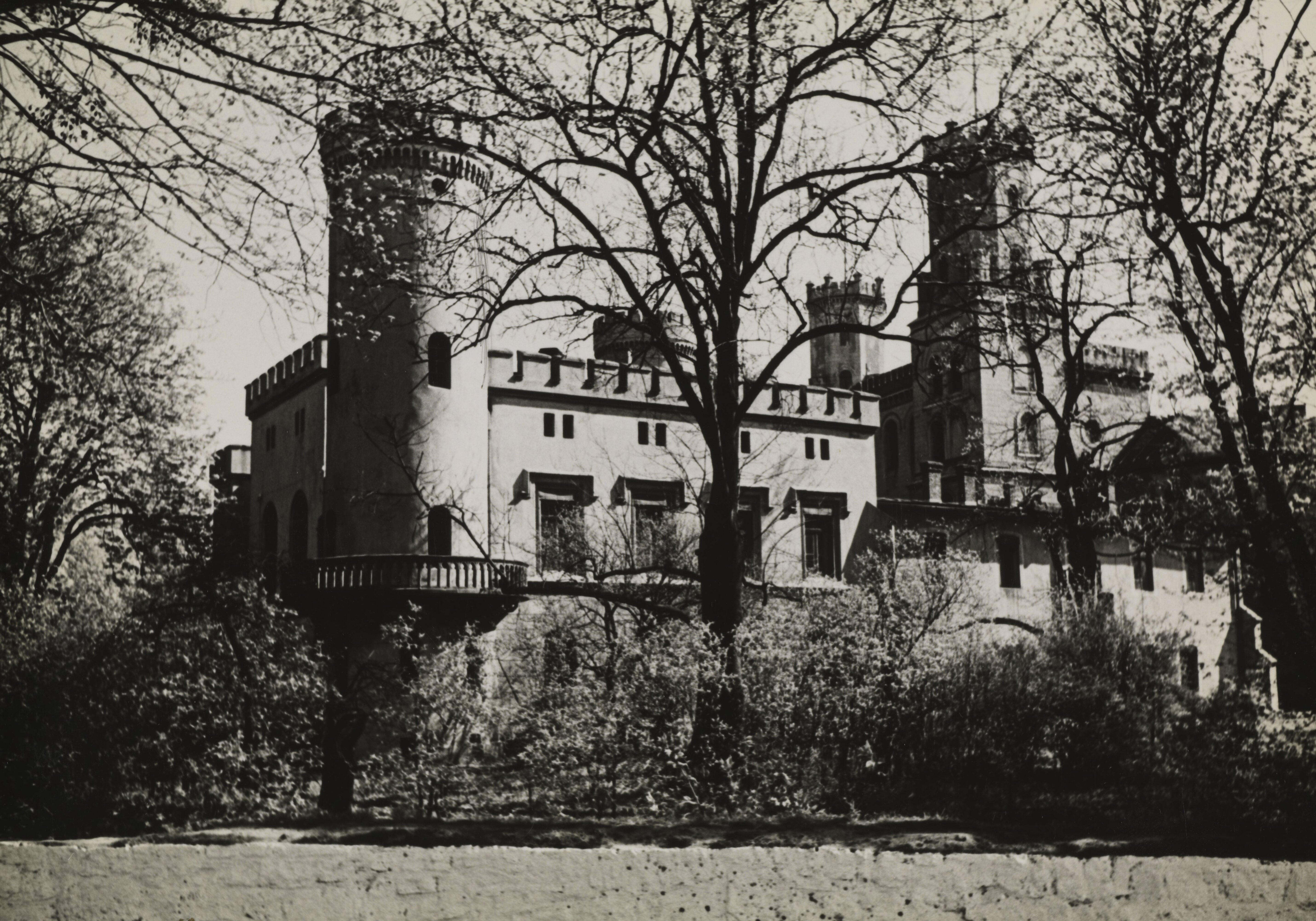
Widok zamku przed 1939

Zamek w Świerklańcu (niem. Schloss Neudeck) – obecnie ruiny dawnego zamku na mokradłach w miejscowości Świerklaniec w powiecie tarnogórskim. Zbudowany przypuszczalnie w XIV wieku przez Piastów na otoczonej wodą wyspie na planie owalnym, z dziedzińcem oraz wieżą. Przebudowywany w XVII wieku w stylu barokowym i rozbudowany o skrzydła pałacowe w XIX wieku w stylu neogotyckim.

## Historia
W średniowieczu znajdująca się w tym miejscu warownia należała do Piastów. Po śmierci Kazimierza II bytomskiego w 1312 roku nastąpił podział ziem podległego mu piastowskiego księstwa bytomskiego pomiędzy trzech jego synów, w wyniku czego istniejąca tu fortyfikacja i okoliczne ziemie przypadły jego synowi Siemowitowi. W 1316 r. w nieznanych bliżej okolicznościach jego brat książę kozielski – Władysław bytomski pozbawił Siemowita władzy nad Świerklańcem i Bytomiem. Około 1351/1352 r. zmarł Władysław bytomski. Jego ziemie przypadły w spadku jego synowi Bolesławowi bytomskiemu, który władał nimi do śmierci w 1355. W 1355 roku król Czech Karol IV podzielił ziemie księstwa bytomskiego na dwie części, w wyniku czego okolice Świerklańca wraz zamkiem otrzymał w spadku książę Konrad I oleśnicki, a drugą część książęta cieszyńscy. Po zmarłym w 1366 roku księciu Konradzie I oleśnickim Świerklaniec był własnością jego potomków. Nie jest wykluczone, że zamek wybudował jego syn Konrad II Siwy, który panował w latach 1366-1403, ponieważ brak wzmianki o zamku w dokumencie o podziale Księstwa bytomskiego z 1369 roku, a więc warownia przypuszczalnie musiała powstać po tej dacie. Kolejnymi właścicielami zamku byli Konrad III Stary, Konrad VII Biały, a następnie do 1471 roku książę oleśnicki Konrad IX Czarny. W 1475 r. król Węgier i Czech Maciej Korwin zajął księstwo bytomskie Przemysława II cieszyńskiego. W 1477 roku zamek od Macieja Korwina otrzymał w zastaw morawski szlachcic Jan starszy z Žerotína. Od niego w 1498 r. prawa do ziemi bytomskiej wraz z zamkiem w Świerklańcu wykupił książę opolski Jan II Dobry z rodu Piastów za kwotę 19 000 florenów. W 1513 roku budowla w większej części była zbudowana z drewna dębowego a murowane były jedynie eliptyczny mur obwodowy i piwnice. Potwierdza to dokument z 18 czerwca 1513 roku, który opisuje, że wewnętrzna drewniana palisada, do której przylegały budynki, został zastąpiony murowanym. W 1526 r. zamek w Świerklańcu i Bytom na mocy układu z Janem Dobrym, potwierdzonego w 1532 roku przez Ferdynanda I Habsburga, otrzymał prawem zastawu margrabia Jerzy Hohenzollern, książę Karniowa. Od tej pory do ziem tych prawem zastawu mieli roszczenia Hohenzollernowie, jednak dopiero w 1606 r. nad zamkiem przejął rządy książę karniowski Jan Jerzy Hohenzollern. Od niego 6 stycznia 1620 r. zamek wydzierżawił na trzy lata Jan Siekwieciński. W 1621 roku w trakcie wojny trzydziestoletniej księstwo i zamek zostały skonfiskowane przez Ferdynanda II Habsburga.
W 1623 r. księstwo otrzymał w zastaw za przekazane pożyczki bankier Łazarz I Starszy Henckel von Donnersmarck. W 1629 zamek wraz z księstwem stał się pełną własnością Łazarza II Młodszego Henckel von Donnersmarck z prawem dziedziczenia. W następstwie tego zamek stał się główną siedzibą – pochodzącego ze Spiszu – rodu Henckel von Donnersmarck. Około 1670 roku zamek przebudowano w stylu barokowym. Po podziale rodu w 1671 roku zamek do 1945 r. był własnością linii świerklaniecko-tarnogórskiej. Około 1849 roku zamek został od zachodu rozbudowany w stylu neogotyckim i wtedy też wybudowano dwie dekoracyjne wieże z krenelażem.
W 1945 roku zamek został rozgrabiony i zniszczony w 65–70%. Ruiny w 1957 roku Wojewódzki Konserwator Zabytków wpisał do rejestru zabytków. W 1960 roku podjęto decyzję o rozbiórce spalonych w czasie wojny części XIX-wiecznych (nie uznawanych ówcześnie za cenne) i odrestaurowanie odsłoniętych w ten sposób murów z okresu średniowiecza. 20 grudnia 1961 roku Ministerstwo Kultury i Sztuki wydało decyzję nakazującą odbudowę zamku. Pomimo tego Prezydium Powiatowej Rady Narodowej w Tarnowskich Górach zleciło ZGKiM w Świerklańcu rozbiórkę ruin zamku, co nastąpiło poprzez wysadzenie go przez wydelegowanych do tego górników we wrześniu 1962 roku. Pozostałości zamku uprzątnęła miejscowa ludność w zamian za możliwość wykorzystania gruzów na własny użytek. Wojewódzki Konserwator Zabytków dowiedział się o zniszczeniu zamku dopiero 30 listopada 1962 r.

## Architektura
Pierwszy murowany z cegły zamek zbudowali książęta piastowscy przypuszczalnie w XIV wieku. Mur zbudowano prawdopodobnie na dawnym wale ziemnym wcześniejszego grodu, stąd w konsekwencji powtórzono jego plan. Analogiczne rozwiązanie zastosowano na przykład na zamkach w Sieradzu i Siewierzu. Średnica średniowiecznego zamku w Świerklańcu wynosiła około 42 i 48 metrów. Do ceglanego muru obwodowego przylegał od wewnątrz gotycki budynek mieszkalny. Wjazd prowadził od zachodu poprzez bramę, którą flankowała od południowej strony zbudowana nieco później w XIV wieku wieża na planie prostokąta. Zarówno wieża jak i mur obwodowy zostały zbudowane z cegły na kamiennym fundamencie. Całość założenia otaczała nawodniona fosa. Po 1670 roku zabudowano wewnętrzny obwód murów w konsekwencji czego powstał barokowy dziedziniec o wymiarach 15 x 28 metrów. Około 1849 roku rozbudowano zamek od strony zachodniej, poprzez wybudowanie dwóch rezydencjonalnych skrzydeł pałacowych o formach neogotyckich.

## Panowie zamku
- Piastowie bytomscy
  - Kazimierz II bytomski
  - Siemowit bytomski
  - Władysław bytomski
- Piastowie oleśniccy
  - Konrad I oleśnicki
  - Konrad II Siwy
  - Konrad III Stary
  - Konrad IV Starszy
  - Konrad V Kącki
  - Konrad VII Biały – 1412-1439
  - Konrad IX Czarny – 1439-1471
  - Konrad X Biały – 1471-1472
- Piastowie opolscy
  - Jan II Dobry (książę Opola i Raciborza, założyciel i pan Tarnowskich Gór) – 1497-1526
- Hohenzollernowie
  - Jerzy von Ansbach (margrabia na Ansbach, książę Karniowa, potem także Opola i Raciborza, założyciel i pan Tarnowskich Gór) – 1526-1543
  - Jerzy Fryderyk von Ansbach (margrabia na Ansbach, książę Karniowa, Opola i Raciborza, potem Żagania, pan Tarnowskich Gór) – 1543-1603
  - Joachim Fryderyk (elektor Brandenburgii, pan Tarnowskich Gór) – 1603-1608
  - Jan Jerzy (książę Karniowa, pan Tarnowskich Gór) – 1608-1620
  - 1620 – Ferdynand II Habsburg odebrał księstwo Hohenzollernom
- Henckel von Donnersmarckowie
  - Łazarz I Starszy (pan Tarnowskich Gór, Bytomia i Bogumina) – 1623-1624
  - Łazarz II Młodszy (pan Tarnowskich Gór, Bytomia i Bogumina) – 1624-1664
  - Jerzy VII Fryderyk (pan Tarnowskich Gór i Bytomia) – 1664-1671
  - Karol Maksymilian (pan Tarnowskich Gór) – 1671-1716
  - Leon Maksymilian (pan Tarnowskich Gór, 3. wolny pan stanowy Bytomia) – 1716-1727
  - Karol Erdmann (pan Tarnowskich Gór) – 1727-1760
  - Erdmann Gustaw (pan Tarnowskich Gór, 6. wolny pan stanowy Bytomia) – 1760-1805
  - Gustaw Adolf (pan Tarnowskich Gór do 1808, 7. wolny pan stanowy Bytomia) – 1805-1813
  - Karol Łazarz Henckel von Donnersmarck (tyt. 9. wolny pan stanowy Bytomia) – 1813-1848
  - Guido Henckel von Donnersmarck (tyt. 13. wolny pan stanowy Bytomia, 1. książę von Donnersmarck) – 1848-1916
  - Guidotto Henckel von Donnersmarck (2. książę von Donnersmarck) – 1916-1945

## Badania
- W latach 1958–1959 Józef Frazik przeprowadził wstępne rozpoznanie architektoniczne zamku[7].
- Dwa sezony wykopalisk archeologicznych w 1995 i 1996 roku przeprowadził mgr Jacek Pierzak z Państwowej Służby Ochrony Zabytków w Katowicach[8].

## Galeria

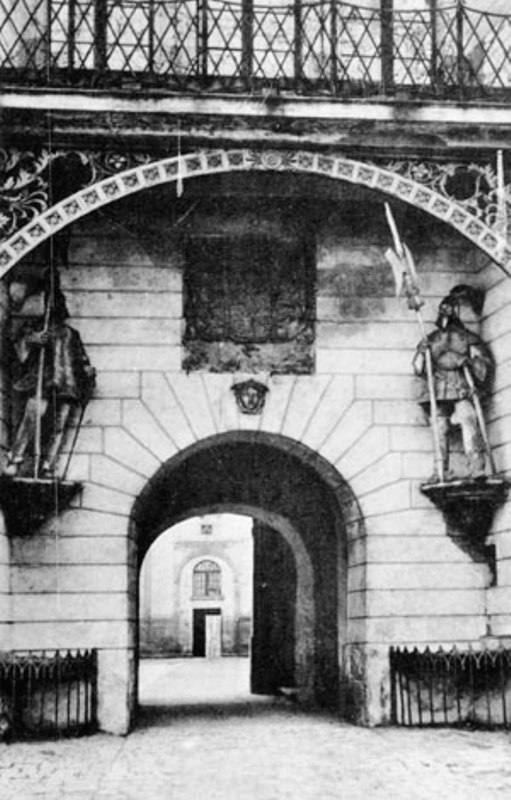
Brama z herbem Donnersmarcków około 1925 roku
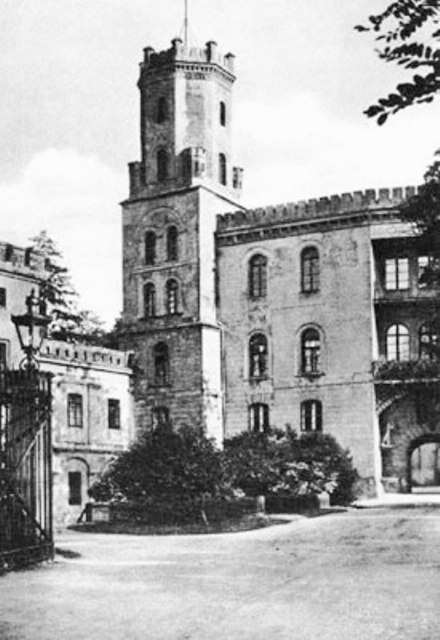
Zamek około 1925 roku
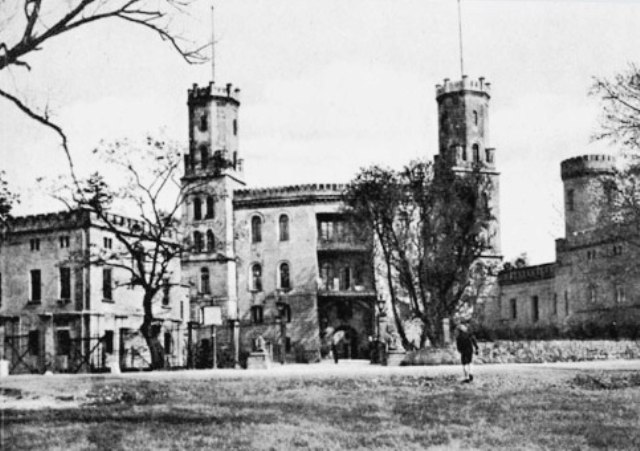
Stary zamek w 1930 roku
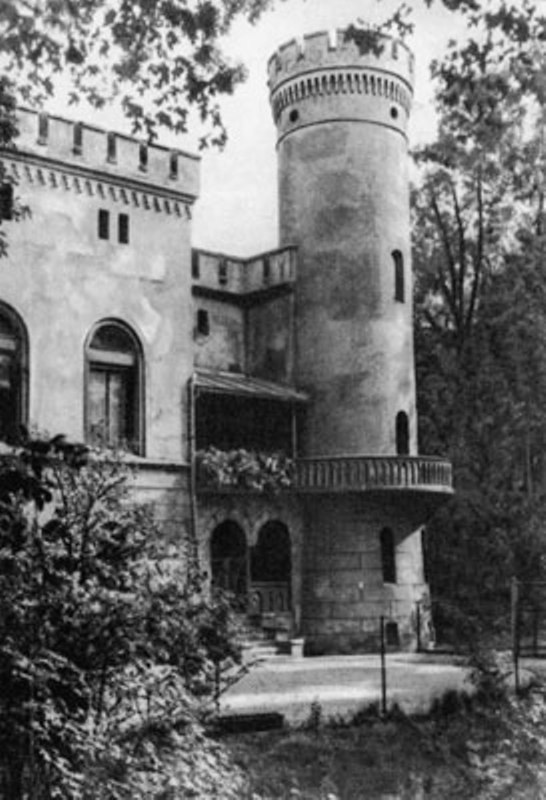
Południowa część zamku w 1938 roku
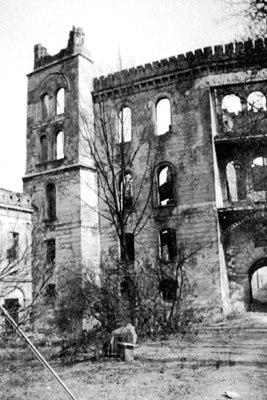
Ruiny Starego zamku w 1958 roku
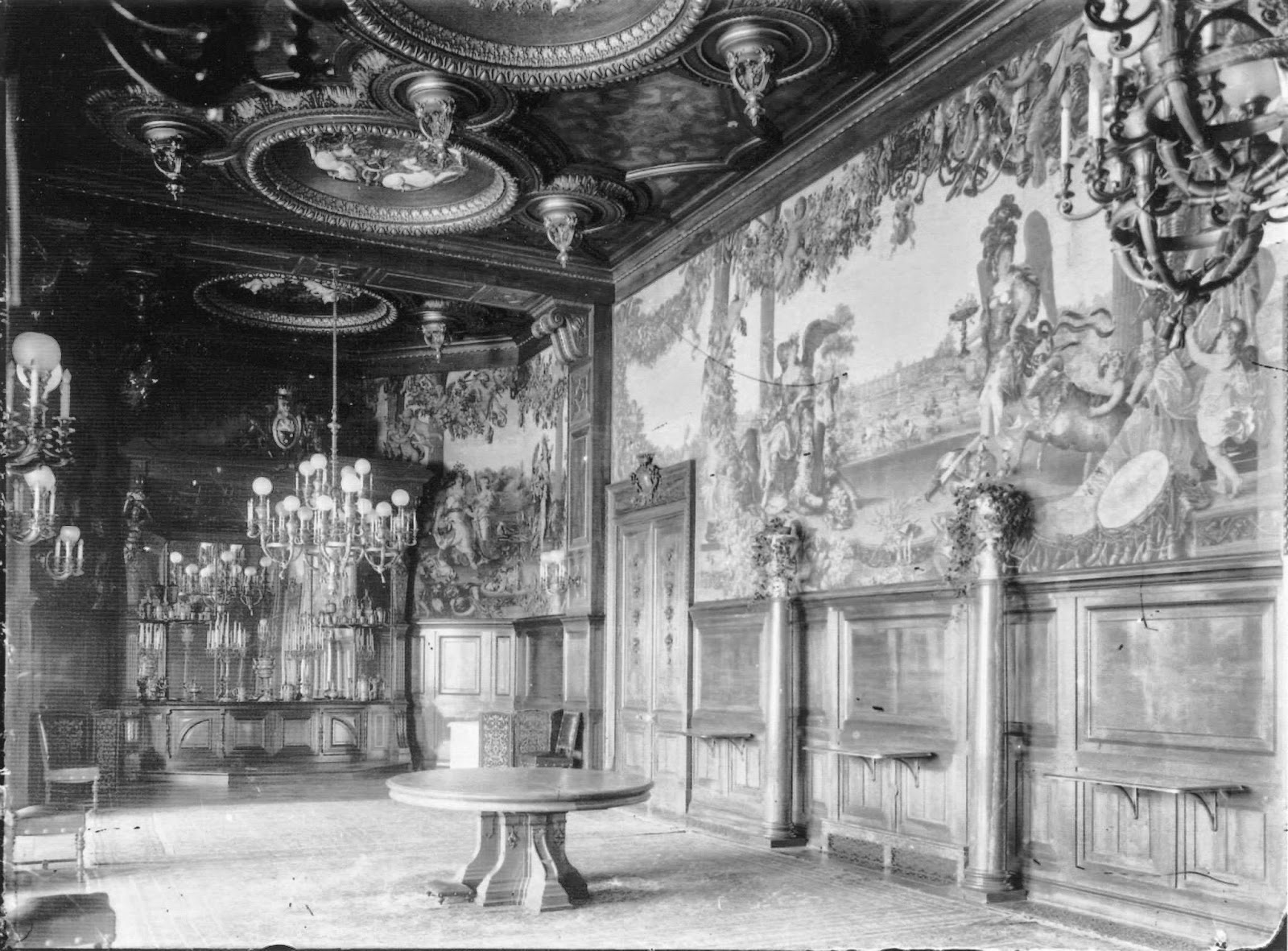
Wnętrza

## Ważniejsza literatura
- M. Zgórniak, Pałac w Świerklańcu – zapomniane dzieło Hectora Lefuela, w: Architektura XIX i początku XX wieku, pod red. T. Grygiela, Wrocław-Warszawa-Kraków 1991, s. 101–111
- J. A. Krawczyk, A. Kuzio-Podrucki, Zamki i pałace Donnersmarcków. Schlösser der Donnersmarcks, Radzionków 2002.
- A. Kuzio-Podrucki, P. Nadolski, D. Woźnicki, Herbarz bytomski, Bytom 2003.
- A. Kuzio-Podrucki, Henckel von Donnersmarckowie. Kariera i fortuna rodu, Bytom 2003.
- J. A. Krawczyk, E. Wieczorek, Dziedzictwo kulturowe gminy Świerklaniec, Bytom 1997.
- M. Wroński Świerklaniec w dawnych widokach, Tarnowskie Góry 2000.
- J. Rolak, „Zamek w Świerklańcu. Historia wyburzenia w świetle materiałów archiwalnych Śląskiego Wojewódzkiego Konserwatora Zabytków w Katowicach”, [w:] Wiadomości Konserwatorskie Województwa Śląskiego, T. 2, Katowice 2010.
- Leszek Kajzer, Jan Salm, Stanisław Kołodziejski, Leksykon zamków w Polsce, Warszawa, Arkady, 2022, s. 490-491, ISBN 978-83-213-5213-8